# Ла Естансија (Пењамиљер)
Ла Естансија (шп. La Estancia) насеље је у Мексику у савезној држави Керетаро у општини Пењамиљер. Насеље се налази на надморској висини од 1298 м.

## Становништво
Према подацима из 2010. године у насељу је живело 7 становника.

### Хронологија
| Година       | 2000      | 2005       | 2010 |
| ------------ | --------- | ---------- | ---- |
| Становништво | 7 (4 / 3) | 10 (5 / 5) | 7    |

### Попис
| # | Индикатор                     | Вредност |
| - | ----------------------------- | -------- |
| 1 | Укупно домаћинстава           | 4        |
| 2 | Укупно насељених домаћинстава | 2        |
| 3 | Величина локације             | 1        |